# 那覇市立松島中学校
那覇市立松島中学校（なはしりつ まつしまちゅうがっこう）は、沖縄県那覇市古島二丁目にある公立中学校。通称は「松中」。

## 沿革

### 経緯
当初、将来的には琉球大学の附属中学校にする計画で1962年に発足した。松島は通学区域の松川と古島の一字ずつを組み合わせて命名した。しかし、その計画がなくなり、1972年に那覇教育区立松島中学校となる。そしてその約1ヶ月半後、沖縄返還により那覇市立松島中学校となる。なお、琉球大学の附属中学校は、1984年に琉球大学教育学部附属中学校として西原町の琉大千原キャンパス内にて開校している。

### 年表
- 1962年
  - 4月1日 - 琉球政府立松島中学校創立発足
  - 5月17日 - 制服・校章制定
- 1963年
  - 4月10日 - 3階建て鉄筋校舎（18教室）竣工
  - 5月20日 - 校旗完成（PTAより寄贈）
- 1964年4月17日 - 運動場整地完了
- 1972年
  - 3月31日 - 琉球政府立松島中学校廃校
  - 4月1日 - 那覇教育区立松島中学校設置認可
  - 5月15日 - 日本復帰により那覇市立松島中学校となる
- 1973年10月12日 - 沖縄県内中学校初の九州への修学旅行実施
- 1974年5月29日 - 新校舎（管理棟、家庭科室）竣工
- 1978年3月4日  - 校歌制定
- 1982年8月25日 - 新校舎竣工
- 1984年3月29日 - プール完成
- 1991年2月1日 - 新校旗完成（創立30周年記念事業）
- 1992年2月8日 - 創立30周年記念式典
- 1994年2月28日 - 体育館新・増築工事完了
- 1999年12月12日 - てぃだガーデン完成
- 2001年3月7日 - 創立40周年記念庭園完成
- 2002年12月1日 - 創立40周年記念式典

## 学校経営

### 学校教育目標
- 自ら学びつづけ　心身ともに健やかに　たくましく生きる生徒
  - 自ら学び　深く考える生徒　（率先・思考力）
  - 思いやりの心をもち　豊かに表現できる生徒　（奉仕・表現力）
  - 正しく判断し　最後までやりぬく生徒　（責任・判断力）
  - 体をきたえ　健康増進に努める生徒　（健康・実践力）

### めざす学校像
- 豊かな心と体、温かさあふれる友がきびしく鍛えあう学校
- 「分かった、できた」という喜びが実感できる学校
- 生徒・教師・保護者が目標に向かって力をあわせてチャレンジする学校

### 経営方針
- 友情と連帯で結ばれた生徒のいる学校にしたい。　（学校経営の充実）
- 愛情と尊敬で結ばれた教師と生徒のいる学校にしたい。　（授業の改善・充実）
- 教師と保護者が敬愛と信頼で結ばれた学校にしたい。　（連携の充実・強化）

## 時間割
| 区分                 | 普通日課     | 短縮日課     |
| -------------------- | ------------ | ------------ |
| 登校                 | 8:10         |              |
| 出席点検             | 8:15         |              |
| 読書活動（月水木金） | 8:15～8:35   |              |
| 朝の会（月水木金）   | 8:35～8:45   |              |
| 朝会（火）           | 8:15～8:45   |              |
| 1校時                | 8:50～9:40   | 8:50～9:35   |
| 2校時                | 9:50～10:40  | 9:45～10:30  |
| 3校時                | 10:50～11:40 | 10:40～11:25 |
| 4校時                | 11:50～12:40 | 11:35～12:20 |
| 給食準備             | 12:40～12:55 | 12:20～12:35 |
| 給食                 | 12:55～13:15 | 12:35～12:55 |
| 片付け清掃           | 13:15～13:35 | 12:55～13:15 |
| 自主活動             | 13:35～14:15 | 13:15～13:55 |
| 5校時                | 14:20～15:10 | 14:00～14:45 |
| 帰りの会（月木）     | 15:15～15:25 | 14:50～15:00 |
| 6校時（火水金）      | 15:20～16:10 | 14:55～15:40 |
| 帰りの会（火水金）   | 16:15～16:25 | 15:45～15:55 |

## 年中行事
4月
- 1学期始業式
- 入学式

5月
- 遠足
- 生徒会総会

6月
- 中体連
- 1学期中間テスト
- 新入生歓迎校内陸上競技大会

7月
- 夏季休業（7月後半ごろから）
- サマースクール

8月
- 夏季休業
- サマースクール
- 実力テスト（第3学年）

9月
- 1学期期末テスト

10月
- 1学期終業式
- 秋季休業
- 2学期始業式
- 運動会/学習発表会 - 隔年で行われる。

11月
- 修学旅行（第2学年）
- 2学期中間テスト

12月
- 達成度テスト
- 校内合唱コンクール
- 冬季休業

1月
- 総合テスト（第3学年）
- 職場体験学習（第2学年）

2月
- 学年末テスト

3月
- 高校入試（第3学年）
- 卒業式
- 2学期終業式（修了式）
- 離任式

## 生徒会・部活動

### 生徒会
- 学芸委員会
- 生活委員会
- 整美委員会
- 図書委員会
- 放送委員会
- 給食委員会
- 保健委員会
- 報道委員会
- ボランティア委員会

### 部活動

#### 体育系
- 野球
- サッカー
- 男子ハンドボール
- 女子ハンドボール
- 男子バレーボール
- 女子バレーボール
- 男子バスケットボール
- 女子バスケットボール
- ソフトテニス
- 女子バドミントン
- 水泳（男・女）
- 新体操同好会
- 柔道（男・女）

#### 文化系
- 合唱同好会
- 軽音楽同好会
- 美術部

## 通学区域
- 首里末吉町1丁目4番地～203番地
- 首里末吉町2丁目～4丁目（全域）
- 字古島1番地～15番地、17番地～20番地、25番地～26番地、28番地～29番地、33番地～34番地、219番地、229番地、234番地～237番地、239番地～245番地、263番地～270番地、273番地～387番地、389番地、391番地～401番地、450番地～454番地、456番地～542番地
- 古島1丁目～2丁目（全域）
- 字真嘉比1番地～279番地、316番地、325番地～331番地、337番地～369番地
- 真嘉比2丁目1番地～2番地
- 真嘉比3丁目1番地～5番地
- 字松川302番地、318番地～320番地、328番地～436番地、452番地～454番地、459番地～479番地、486番地～531番地、600番地～602番地
- 松島1丁目1番地～3番地
- 松島2丁目1番地～6番地
- 銘苅1丁目（全域）
- おもろまち4丁目（全域）

## 区域小学校
- 那覇市立松島小学校
- 那覇市立真嘉比小学校
- 那覇市立銘苅小学校

## 著名な卒業生
- 知花くらら
- 宮里美香
- MEG（石川祐輔）（HIGH and MIGHTY COLOR）
- カズト（平識和人）（HIGH and MIGHTY COLOR）